# Rolf R:son Sohlman
Rolf R:son Sohlman, född 24 oktober 1900 i Karlskoga församling, Örebro län, död 23 juli 1967 i Paris, Frankrike, var en svensk diplomat, ambassadör från 1947.

## Biografi
Sohlman avlade studentexamen i Örebro 1918 och filosofie kandidatexamen vid Uppsala universitet 1923. 1927 diplomerades han vid Institut des Hautes Études Internationales vid Sorbonne i Paris. Han var medlare vid Nansen-missionens avdelning för hjälpverksamhet bland de intellektuella med tjänstgöring i Moskva och Simferopol 1924, attaché vid Nationernas förbunds institution för internationellt intellektuellt samarbete 1925, amanuens vid Socialstyrelsen och sekreterare i delegationen för internationellt socialpolitiskt samarbete 1927. Samma år värvades han av Utrikesdepartementet (UD) som attaché och tjänstgjorde i Riga 1928, London 1929 och Dublin 1930. Sohlman var tillförordnad andre sekreterare vid UD 1931–1934, tillförordnad chargé d’affaires i Warszawa 1931, andre legationssekreterare i Rom 1934, förste legationssekreterare 1936 och hade samma tjänst i Paris 1938. År 1939 utnämndes han till byråchef vid handelsavdelningen vid UD, 1940 till tillförordnad avdelningschef och 1944 till utrikesråd och chef för handelsavdelningen. 1945 blev han befordrad till envoyé. Från 1947 till 1964 var Sohlman verksam i Moskva, och utsågs under tiden till ambassadör. Under tiden i Moskva fungerade han som sändebud i Kabul (från 1948), Bukarest och Sofia (från 1951).
Sohlman hade tidigt särskilda uppdrag som ombud och sekreterare. Han var sekreterare i den svenska delegationen vid världsekonomiska konferensen i London 1933. Sekreterare eller ombud vid handelspolitiska förhandlingar med olika stater 1931–1947, ledamot i Exportkreditnämnden 1941–1947 (vice ordförande 1942) och statens återuppbyggnadsnämnd 1944, biträdande ombud respektive ombud i FN:s generalförsamling 1947–1961. Mellan 1945 och 1947 var Sohlman styrelseordförande i Svenska penninglotteriet AB. Han ingick även i styrelsen för ryska institutionen vid Stockholms högskola.
Under andra världskriget ledde Sohlman flera svenska handelsdelegationer med andra länder, och genomförde regeringens kreditavtal med Sovjetunionen 1946. Detta avtal, ofta kallat "rysskrediten", innebar att Sovjetunionen under en femårsperiod skulle köpa svenska varor på kredit för 200 miljoner kronor om året, och godkändes av riksdagen 1946. Sverige hade redan sålt varor på kredit sedan 1940, ett tillmötesgående som inte berodde på "fruktan för en mäktig granne". Sohlman, som hade kopplats in i förhandlingarna redan tidigt, menade att krediten skulle kunna fungera som en öppning för ett samarbete mellan öst och väst.
I egenskap av ambassadör i Moskva hade Sohlman de första förhandlingarna med Sovjetunionen på sitt bord om den försvunna DC-3:an i juni 1952 och nedskjutningen av ett Catalinaplan den 16 juni, som gått till historien med benämningen Catalinaaffären. 1964 blev han ambassadör i Danmark, och kvarblev där tills han 1965 blev ambassadör i Paris.
Sohlman utövade ett betydande inflytande på den svenska hållningen i utrikespolitiken, inte bara genom sitt ämbete; han var en av Östen Undéns närmaste vänner, och det har sagts att han i den positionen medvetet påverkade Undén i antiamerikansk och prosovjetisk riktning. Som diplomat var han enormt beundrad i det socialdemokratiska partiets främsta led, i synnerhet efter rysskrediten, för vilken han även vann Gunnar Myrdals aktning.

### Familj
Rolf Sohlman var son till kommerserådet Ragnar Sohlman och Ragnhild Ström samt äldre bror till företagsledaren Sverre R:son Sohlman och textilkonstnären Astrid Sohlman-Nyblom. Han gifte sig 1926 med fil.kand. Zinaida (Zina) Jarotzkaja (1903–1978), dotter till professorn i Moskva, Alexander Jarotzky och Nina Winberg. Tillsammans fick de barnen Inger (född 1927), gift med Roland Pålsson, Ragnar (1931–2007), Staffan (1937–2017) och Michael (född 1944). Sohlman avled 1967 och gravsattes på Skogskyrkogården i Stockholm.

## Utmärkelser[8]
- Kommendör med stora korset av Nordstjärneorden (KmstkNO)
- Riddare av Vasaorden (RVO)
- Storkorset av Belgiska Leopold II:s orden (StkBLeopILsO)
- Storkorset av Nederländska Oranien-Nassauorden (StkNedONO)
- Kommendör av 1. graden av Danska Dannebrogsorden (KDDO1gr)
- Kommendör av 1. klass av Finlands Vita Ros’ orden (KFinlVRO1kl)
- Kommendör av Isländska falkorden med stjärna (KIFOmstj)
- Kommendör av Norska Sankt Olavsorden med stjärna (KNS:tOOmstj)
- Storofficer av Polska orden Polonia Restituta (StOffPolRest)
- Storofficer av Portugisiska Kristiorden (StOffPKO)
- Kommendör av Italienska kronorden (KItKrO)
- Kommendör av Italienska Sankt Mauritii- och Lazariorden (KItS:tMLO)